# Calamotropha boninellus
Calamotropha boninellus là một loài bướm đêm trong họ Crambidae.